# Эдельман, Тино
Тино Эдельман (нем. Tino Edelmann, род. 13 апреля 1985 года в Аннаберг-Буххольце) — немецкий двоеборец, призёр Олимпийских игр и чемпионатов мира.
В Кубке мира Эдельман дебютировал в 2003 году, в январе 2009 года одержал свою первую победу на этапе Кубка мира, в командных соревнованиях. Всего на сегодняшний момент имеет 2 победы на этапах Кубка мира, по одной в личных и командных соревнованиях. Лучшим достижением в итоговом зачёте Кубка мира для Эдельмана является 5-е место в сезоне 2009-10.
На Олимпиаде-2010 в Ванкувере выиграл бронзу в команде, кроме того стал 18-м в соревнованиях с нормального трамплина + 10 км, и 29-м в соревнованиях с большого трамплина + 10 км.
За свою карьеру участвовал в трёх чемпионатах мира, на которых завоевал три серебряные медали.